# Lubomír Adelt
Lubomír Adelt (* 17. listopadu 1943) je bývalý český fotbalový obránce. Hrál na pozici stopera a byl v lize kapitánem týmu.

## Fotbalová kariéra
V československé lize hrál v sezóně 1969/70, za SONP Kladno. Nastoupil ve 24 ligových utkáních. Gól v lize nedal. Jednou byl v lize vyloučen. V nižších soutěžích hrál i za Olomouc nebo Sokolov.

## Ligová bilance
| Ročník                                   | Zápasy | Góly | Minuty | Klub        |
| ---------------------------------------- | ------ | ---- | ------ | ----------- |
| 1. československá fotbalová liga 1969/70 | 24     | 0    | 2 081  | SONP Kladno |
| CELKEM 1. liga                           | 24     | 0    | 2 081  |             |